# Еселен
Еселен (на английски: Esselen) е малко, слабо известно Калифорнийско индианско племе говорило език изолат, класифициран като самостоятелен клон към Хоканските езици. Обитавали крайбрежието на централна Калифорния и близките планини в района на Биг Сюр. Предполага се, че живеели тук от 6500 години.

## Култура
Поради изключително богатото изобилие на природни ресурси в района те никога не развили земеделие, а си останали ловци-събирачи. През зимата живеели близо до брега и събирали миди, охлюви и други морски животни. През лятото се отправяли към вътрешността да събират жълъди, диви плодове, семена и корени. Преди европейския контакт мъжете ходели напълно голи, а жените носели само препаски около слабините. В по студеното време се обличали със заешки или еленови кожи. Диетата им се състояла главно от жълъди, които смилали на брашно и печали, от морето ловяли риба, събирали миди и други морски дарове, а в гората ловували предимно елени.

## Подразделения
Преди идването на белите наброявали между 500 и 1300 души, разделени в 6 подразделения:
- Екселен – 8 села
- Ечилат – 1 село
- Ел Пино – 3 села
- Кучуну – 1 село
- Есленахан – 1 село
- Тукутнут – 1 село

## История
През 1770 г. испанците построили първата мисия близо до тях. До 1808 г. почти всички еселен били покръстени и принудени да живеят в мисиите. В тях много умрели от болести, глад и принудителен труд. Смята се за едно от първите племена в Калифорния изгубило своята племенна идентичност. Поради близостта на три мисии били силно повлияни от испанското присъствие и до 1840 г. културата им била почти унищожена. Има данни че някои еселен избягали в планините Санта Лусия, които впоследствие мигрирали към различни ранчерии и градове.